# Subregión del Piedemonte Costero
La subregión del Piedemonte Costero es una de las 13 subregiones del departamento colombiano de Nariño.
Comprende los municipios de Mallama y Ricaurte, que abarcan un total de 2 953 kilómetros cuadrados.

## Población
En 2015 la población comprendía un total de 25 428 habitantes, que correspondían al 1,53 % del total del departamento de Nariño; de estos 3624 estaban ubicados en el sector urbano y 21 804 en el sector rural. En cuestión de género el 52 % eran hombres y el 48 % mujeres.

## Economía
Las principales actividades económicas están basadas en el sector agropecuario, destacándose el cultivo de maíz, plátano, caña panelera y otros secundarios como la yuca, café, frijol, papa (en las zonas más altas) y frutas; igualmente es importante la explotación de los ganados bovino, porcino, equino y otras especies menores. También cabe resaltar las actividades artesanal y minera.